# Europastraße 902
Die Europastraße 902 (kurz: E 902) ist eine kurze Europastraße in Spanien.

## Verlauf
Die Europastraße 902 beginnt in Bailén, kreuzt auf der Hälfte Granada und endet in Motril. Die Europastraße 902 ist eine kleine Verbindungsroute zwischen Nord-Andalusien und Süd-Andalusien. Die Europastraße 902 liegt ausschließlich in Spanien. Wichtige Städte an der Europastraße 902 sind: Bailén, Jaén, Granada und Motril. Die Stadt Granada ist auch die Hauptstadt der Provinz Andalusien. Mit 190 Kilometern ist die Europastraße 902 eine der kürzesten Europastraßen.